# Wondwossen Demissie
Wondwossen Demissie är en etiopisk juridikprofessor från Addis Abeba. 
Han fick i januari 2012  internationell uppmärksamhet på grund av sina uttalanden om chansen för benådning för de svenska journalisterna Martin Schibbye och Johan Persson, vilka dömts för terroristbrott i etiopisk domstol. Han menade kort sagt att chansen är liten. TV-intervjun gjordes av nyhetsbyrån Reuters och har spridits i bland annat engelsk och svensk press.  

## Artiklar
- Svenska Dagbladet: Svårt för fängslade svenskar att benådadas 12 januari 2012
- DN: Ingen terrordömd har fått nåd 12 januari 2012